# Попелюшка.ру
«Попелюшка.ру» ( 2007) — український фільм режисера Олександра Замятіна, знятий в жанрі ліричної комедії.

## Сюжет
Початківець співак з провінції Андрій мріяв про славу і велику сцену. Одного разу відомий продюсер запропонував йому укласти контракт. Андрій погодився, залишив кохану дівчину Наташу і поїхав у  Москву. Через якийсь час Наташа дізналася з  світської хроніки, що у Андрія скоро весілля з «нафтовою принцесою» Оленою.
За порадою подруги Наташа звернулася в шлюбне агентство «Попелюшка», яка відправила її до Москви на зустріч з потенційними нареченими. Проте агентство виявилося підставним, і на місці майбутньої зустрічі Наташа знайшла подруг по нещастю: усіх їх обдурили, залишивши без грошей, женихів і своїх особистих речей.
Без нареченого і з боргами Наташа не захотіла повернутися в своє рідне місто. Випадково вона познайомилася з Діонісом, у якого тимчасово зупинилася жити і який став їй другом. Він допоміг їй влаштуватися в Москві. Наташа влаштувалася працювати офіціанткою в кафе і там подружилася з Алексом, що також працював офіціантом. Наташа, як і багато інших вважала, що Алекс — простий хлопець, але він виявився мільйонером!

## У ролях
- Євгенія Лоза — Наташа
- Нікі Ілієв — Алекс
- Олег Шкловський — Георгій Попандопулос
- Микола Гусєв — Діоніс, стиліст
- Михайло Богдасаров — Сократ Ананасіс
- Ія Нінідзе — Камілла, дружина Георгія, озвучила Людмила Гнілова
- Володимир Стержаков — Зальцман, продюсер
- Іван Миколаїв — Андрій Цвєтков
- Валдіс Пельш — камео
- Ірина Скрильова — Мадлен
- Олександр Карпов — Іван
- Ірина Усок — Даша, подруга Наталі
- Ірина Сидорова — Анжела
- Оксана Кутузова — Олена
- Юнона Дорошева — Афродіта Ананасіс
- Єгор Рибаков — Теодор Попандопулос
- Ганна Данькова — Мар'яна
- Олександр Макогон — Антон, менеджер піцерії
- Павло Сметанкін — епізод
- Олександр Гордєєв — Діма
- Марго Арчібасова — епізод
- Валерія Каленнікова — епізод
- Олексій Фурсенко — епізод
- Андрій Анохін — епізод
- Олексій Бобров — епізод
- Володимир Бусел — епізод
- Ігор Відайко — епізод
- Олена Глазкова — епізод
- Олена Гусєва — епізод
- Ганна Гученкова — епізод
- Юрій Жевакін — епізод
- Ганна Зарянкіна — епізод
- Світлана Ілюхіна — епізод
- Олексій Ітюжов — епізод
- Галина Карасьова — епізод
- Алеса Качор — епізод, в титрах Аліса Катчер
- Владислав Котлярський — міліціонер
- Сергій Лактюнькін — Владик
- Андрій Нагорнов — відвідувач піцерії
- Сергій Нікітін — епізод
- Наталія Олейникова — епізод
- Данило Ольков — епізод
- Михайло Санок — епізод
- Альона Сергіївська — епізод
- Юлія Скаліна — епізод
- Олег Спіренков — епізод
- Володимир Терещенко — епізод
- Євген Фарапонов — епізод
- Роман Шелетов — епізод
- Анна Яшина — епізод
- Ігор Скуріхін — епізод

## Озвучування
- Михайло Сафронов — Алекс
- роль Ніки Ілієва — Людмила Гнілова
- Камілла — роль Ії Нінідзе